# 瑠璃花夏
瑠璃花夏（日语：／，7月1日—），現寶塚歌劇團星組娘役，暱稱、，京都府京都市人，曾就讀於京都光華高等學校，身高160公分。

## 簡介
- 2017年，畢業於寶塚音樂學校，進入寶塚歌劇團，103期生[2]。同期生有夢白あや(現雪組主演娘役)、希波らいと(現花組男役)、亞音有星(現宙組男役)、瑠皇りあ(現月組男役)、白河りり(現月組娘役)[3]。初次登台表演為雪組公演『幕末太陽傳（ばくまつたいようでん）』[3][4][5][6][7]，之後被分到星組[3]。
- 2021年，第一次擔任新人公演女主角，劇目是『柳生忍法帖(改編山田風太郎原作同名小說)』[2][8][9][10][11][12]。
- 2024年，擔任梅田藝術劇場、東京建物 Brillia HALL公演『夜明けの光芒(黎明的曙光，改編查尔斯·狄更斯原作小說「遠大前程」)』女主角，也是她第一次擔任東京特別公演女主角[13][14][15][16][17]，翌年『アレクサンダー－天上の王國－(亞歷山大大帝: 天上的王國，改編赤石路代原作同名漫畫)』再次擔任東京特別公演女主角。

## 寶塚歌劇團時期

### 初舞台
- 2017年4-5月 寶塚大劇場 雪組公演『幕末太陽傳（ばくまつたいようでん）』『Dramatic 「S」!』[3][4][5][6][7]

### 星組時期
- 2017年9-12月『ベルリン、わが愛(柏林我的愛)』』『Bouqduet de TAKARAZUKA（ブーケ ド タカラヅカ）』[17]
- 2018年2月 中日劇場『うたかたの恋(梅耶林/泡沫之戀，改編自Claude Anet原作小說「Mayerling」)』飾演:ヨハンナ(瓊安)『Bouquet de TAKARAZUKA（ブーケ ド タカラヅカ）』[3][18]
- 2018年4-7月『ANOTHER WORLD(另一個世界)』新人公演 飾演:天女(正式公演:白妙なつ)『Killer Rouge（キラー ルージュ）(深紅殺手)』[19]
- 2018年8-11月 梅田藝術劇場、日本青年館、國家戲劇院、高雄市文化中心至善堂『Thunderbolt Fantasy（サンダーボルトファンタジー）東離劍遊紀（とうりけんゆうき）(東離劍遊紀)』『Killer Rouge／星秀☆煌紅(深紅殺手／星秀☆煌紅)』[3][20]
- 2019年1-3月『霧深きエルベのほとり(深霧易北河畔)』新人公演 飾演:ベティ・シュナイダー(貝媞‧舒奈德)(正式公演;水乃ゆり)『ESTRELLAS（エストレ―ジャス）〜星たち〜(ESTRELLAS ～繁星～)』[21]
- 2019年5月『アルジェの男(阿爾及利亞的男人)』飾演:花売り娘(賣花女)『ESTRELLAS（エストレ―ジャス）〜星たち〜(ESTRELLAS ～繁星～)』[3][22]※全國巡迴公演
- 2019年7-10月『GOD OF STARS -食聖-(GOD OF STARS-食聖-)』新人公演 飾演:Cherry(正式公演;櫻庭舞)『Éclair Brillant（エクレール ブリアン）(絢麗的閃電)』[23]
- 2019年11-12月 梅田藝術劇場、Brillia HALL『ロックオペラ モーツァルト(搖滾莫札特，改編法國音樂劇)』[3][24]
- 2020年2-3月 寶塚大劇場『眩耀（げんよう）の谷〜舞い降りた新星〜(眩耀之谷～飛舞而降的新星～)』新人公演 飾演:春崇(正式公演:有沙瞳)『Ray-星の光線-(Ray -星之光束-)』[25]
- 2020年7-9月 東京寶塚劇場『眩耀（げんよう）の谷〜舞い降りた新星〜(眩耀之谷～飛舞而降的新星～)』『Ray-星の光線-(Ray -星之光束-)』[25]※東京塚劇場新人公演取消
- 2020年11月 梅田藝術劇場 『エル・アルコン-鷹-(七海鷹豪，改編青池保子原作漫畫)』『Ray-星の光線-(Ray -星之光束-)』[3][26]
- 2021年2-5月 『ロミオとジュリエット(羅密歐與茱麗葉，改編威廉·莎士比亚原作劇本)』[27]
- 2021年7月 梅田藝術劇場、プレイハウス(東京藝術劇場playhouse)『婆娑羅（ばさら）の玄孫（やしゃご）(婆娑羅的玄孫)』飾演:お蝶(阿蝶)[2][28]
- 2021年9-12月『柳生忍法帖(改編山田風太郎原作同名小說)』飾演:天丸 新人公演 飾演:ゆら(由良)(正式公演;舞空瞳)『モアー・ダンディズム!(More Dandyism!)』[2][3][8][9][10][11][12][29]＊第一次擔任新人公演女主角
- 2022年2月 御園座『王家に捧ぐ歌(獻給王家的歌，改編歌劇阿依達)』飾演:女官ターニ(侍女特尼)[2][30]
- 2022年4-5月 寶塚大劇場『めぐり会いは再び next generation-真夜中の依頼人（ミッドナイト・ガールフレンド）(再次相逢next generation－深夜中的委託人～，改編皮耶·德·馬里沃原作劇本「愛情與偶然狂想曲」)』飾演:アージュマンド(阿修曼德)『Gran Cantante（グラン カンタンテ）!!(偉大的歌手)』[31]※寶塚大劇場新人公演取消
- 2022年6-7月 東京寶塚劇場『めぐり会いは再び next generation-真夜中の依頼人（ミッドナイト・ガールフレンド）-(再次相逢next generation－深夜中的委託人～，改編皮耶·德·馬里沃原作劇本「愛情與偶然狂想曲」)』飾演:アージュマンド(阿修曼德) 新人公演 飾演:ブラン(布蘭)(正式公演:白妙なつ)『Gran Cantante（グラン カンタンテ）!!(偉大的歌手)』[31]
- 2022年9月 寶塚Bow Hall『ベアタ・ベアトリクス(碧兒翠絲)』飾演:エフィー・ラスキン(艾菲·格蕾)[2][32]
- 2022年11月-2023年2月 『ディミトリ〜曙光に散る、紫の花〜(徳米特里～在曙光下飄落的紫之花，改編並木陽原作「夕陽之國的魯速丹」)』飾演:スィクヴァルリ 西克瓦利（紫丁香妖精） 新人公演 飾演:バテシバ(拔示巴)(正式公演:有沙瞳)『JAGUAR BEAT-ジャガービート-(捷豹)』[33]
- 2023年3-4月 梅田藝術劇場、日本青年館『Le Rouge et le Noir〜赤と黒〜(翻拍法國音樂劇「Le Rouge et le Noir est un opéra rock(搖滾紅與黑，改編司汤达原作小說紅與黑)」』 飾演:エリザ(伊麗莎)[2][34]
- 2023年6-7月 寶塚大劇場『1789-バスティーユの恋人たち-(1789 ─巴士底獄的戀人們─，改編法國音樂劇「1789 - Les Amants de la Bastille」)』飾演:シャルロット(夏洛特)[35]※寶塚大劇場新人公演取消
- 2023年7-8月 東京寶塚劇場『1789-バスティーユの恋人たち-(1789 ─巴士底獄的戀人們─，改編法國音樂劇「1789 - Les Amants de la Bastille」)』飾演:シャルロット(夏洛特) 新人公演 飾演:マリー・アントワネット(瑪麗·安東妮)(正式公演:有沙瞳)[35]
- 2023年10月 寶塚Bow Hall『My Last Joke-虚構に生きる-(我最後的玩笑-活在虛擬的人生中)』飾演:フランシス・S・オズグッド(弗朗西絲·薩金特·奧斯古德)[36]
- 2024年1-2月 寶塚大劇場『RRR×TAKA"R"AZUKA〜√Bheem〜（アールアールアール バイ タカラヅカ〜ルートビーム〜）(RRR by 寶塚 ～根號比姆～,改編印度電影「RRR」)』飾演:マッリ(馬利)『VIOLETOPIA（ヴィオレトピア）(紫羅蘭托邦)』[37][38]※寶塚大劇場新人公演取消
- 2024年2-4月 東京寶塚劇場 『RRR×TAKA"R"AZUKA〜√Bheem〜（アールアールアール バイ タカラヅカ〜ルートビーム〜）(RRR by 寶塚 ～根號比姆～,改編印度電影「RRR」)』飾演:マッリ(馬利) 新人公演 飾演:キャサリン(凱瑟琳)(正式公演:小桜ほのか)『VIOLETOPIA（ヴィオレトピア）(紫羅蘭托邦)』[38]
- 2024年4月20日 『宝塚市制70周年記念式典』(寶塚市改制70周年紀念典禮)[39]
- 2024年6月 梅田藝術劇場、東京建物 Brillia HALL『夜明けの光芒(黎明的曙光，改編查尔斯·狄更斯原作小說「遠大前程」)』飾演:エステラ(艾絲黛拉)[11][12][13][14][15][40]＊第一次擔任東上(東京特別公演)女主角
- 2024年8-12月『記憶にございません!(失憶的總理大臣，改編三谷幸喜導演同名電影)』飾演:スーザン・セントジェームズ・ナリカワ(蘇珊・聖詹姆斯・鳴川［美國總統］)『Tiara Azul-Destino-（ティアラ・アスール ディスティーノ）(藍色王冠-命運)』[41]
- 2025年1-2月 寶塚Bow Hall『にぎたつの海に月出づ(月出熟田津之海)』飾演:推古天皇[42]
- 2025年4-8月 『阿修羅城の瞳(阿修羅城之瞳，改編劇團☆新感線製作，中島一基編劇同名舞台劇)』飾演:笑死（えみし）『エスペラント！(世界語/希望語)』[43]
- 2025年9-10月 寶塚Bow Hall、東京建物Brillia HALL『アレクサンダー－天上の王國－(亞歷山大大帝: 天上的王國，改編赤石路代原作同名漫畫)』飾演:サーヌ[44]＊擔任東上(東京特別公演)女主角

## 外部連結
- 寶塚官網瑠璃花夏介紹頁面 （页面存档备份，存于）
- 寶塚天空舞台網站瑠璃花夏訪談節目簡介